# Ernst Marow
Ernst Marow (* 7. April 1934 in Königsberg, Neumark; † 31. Mai 2018 in Kronshagen bei Kiel) war ein deutscher Maler und Graphiker.

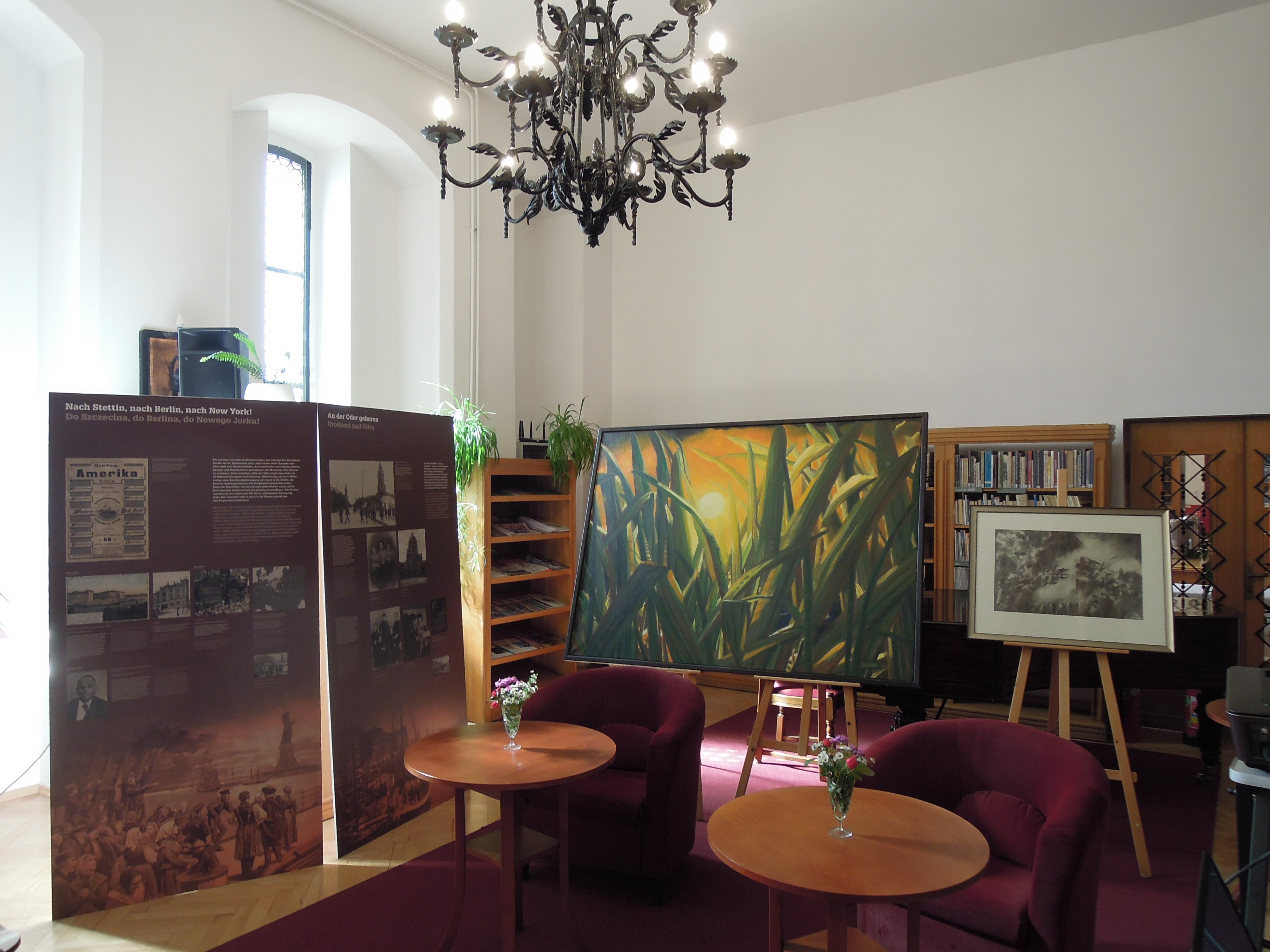
6. September 2019 im Alten Rathaus zu Chojna – das Gemälde 'Kräfte der Erde – Rötesee' und die Zeichnung 'Gedächtnisübung – Königsberg 1945' von Ernst Marow. Beide Werke wurden im Gedenken an den verstorbenen Künstler im Rahmen der 30. 'Tage der Integration und Ökumene' in einer feierlichen Zeremonie als Schenkung an die Stadt Chojna, der Geburtsstadt Ernst Marows, überreicht.

## Leben
Ein Jahr nach der Machtergreifung durch die Nationalsozialisten wurde Ernst Marow in Königsberg, Neumark als erstes von fünf Kindern eines Ofensetzermeisters und seiner Frau geboren.
Am 1. Februar 1945 verließ die Familie ihre Heimatstadt, die vier Tage später nahezu völlig zerstört wurde. Nach dem traumatisierenden Erlebnis der Flucht in ständiger Todesgefahr gelangte die Familie schließlich nach Ölsburg bei Peine.
Im Jahr 1954 legte Ernst Marow dort das Abitur ab, um im nachfolgenden Jahr zunächst an der Werkkunstschule Hannover und von 1956 bis 1959 an der Hochschule für Bildende Künste in Berlin bei Heinrich Graf Luckner, Ludwig Gabriel Schrieber und Gerhard Fietz zu studieren. Zu den Kommilitonen Ernst Marows an der Hochschule für Bildende Künste Berlin gehörte u. a. Ingo Insterburg.
Ernst Marow wurde mit seinem Werk in die "Künstlerdatenbank und Nachlassarchiv Niedersachsen" aufgenommen.

## Werk

### Malerei
Obwohl sich der Kunstbetrieb inzwischen vollständig von den figurativ Arbeitenden und von den Realisten abgewandt hatte, vollzog Ernst Marow Mitte der 1960er Jahre den endgültigen Bruch mit seiner akademischen Ausbildung und mit den Erwartungen der Szene. Nachdem er bis 1969 abstrakt gemalt hatte, verwarf er seine frühen Werke, zerstörte in einem Akt der Befreiung sämtliche bis dahin entstandenen Zeichnungen und Bilder und wandte sich einer realistischen Malweise zu.
Aus den verschiedenen Komponenten – primär aus der Natur wie zum Beispiel den Bäumen oder den Steinen, aber auch im Porträt – stellte der Künstler eine „neue Wirklichkeit“ her. Dabei ging es ihm in seinen Arbeiten nicht um die detailgetreue Wiedergabe des Realen, vielmehr rief er durch die Komposition unterschiedlicher Elemente einen Kontext aus Sichtbarem und Denkbarem ins Leben, der bis an die Grenzen des Traumes reicht, ohne diese wie die Surrealisten zu überschreiten. Dort wo Ernst Marow Gräser, Erdklumpen oder Zeugnisse menschlicher Anwesenheit ausschnitthaft vergrößerte und in den Vordergrund des Bildes holt, verschieben sich Blickwinkel und Proportion. So verwandelt sich das Kleine in das Monumentale, das scheinbar Bedeutungslose in das Wesentliche. Es war das Bemühen Ernst Marows, die Realität zu bestimmen, um über sie hinaus eine „andere Ebene der Realität“ sichtbar zu machen in der Wirklichkeit des „Imago“, des Bildes.

### Graphik
Schwerpunkt seines Schaffens war neben der Malerei die Graphik. In den Jahren 2000–2014 entstand Marows graphisches Hauptwerk Für Odysseus, 107 Radierungen zur Odyssee, welches 2014 von der Albertina (Wien) in die graphische Sammlung aufgenommen wurde. In der Sprache des Bildes erzählte Ernst Marow seine Version der berühmten Vorlage, in der er Menschen aus seiner Umgebung als auch sich selbst Rollen zuwies.

## Preise und Auszeichnungen
- 1980: Niedersächsisches Künstlerstipendium
- 1981: Bernhard-Sprengel-Preis für das zeichnerische Werk

## Ausstellungen (Auswahl)

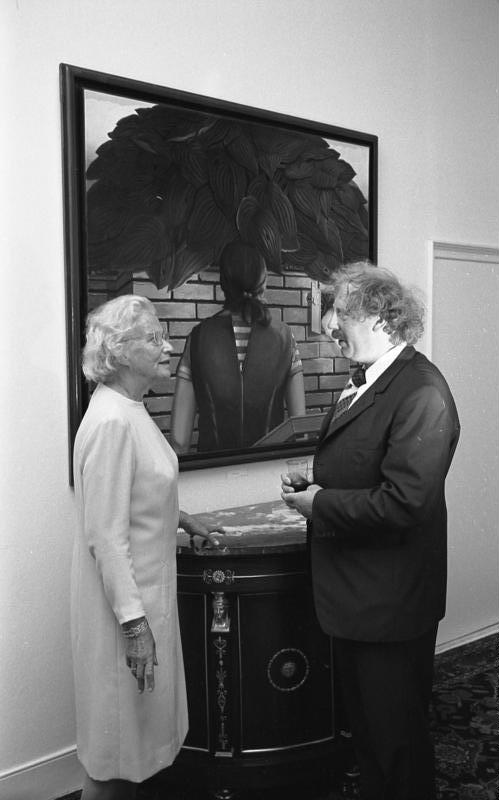
Hilda Heinemann und Ernst Marow im Gespräch anlässlich der 17. Ausstellung zeitgenössischer Kunst in der Villa Hammerschmidt Bonn. Bundesarchiv B 145 Bild-F040859-0030, Bundespräsidialamt Bonn, Kunstausstellung

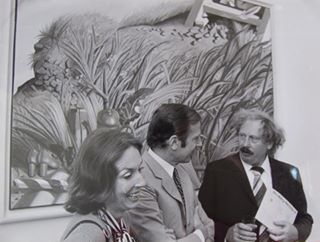
Klaus von Dohnanyi und Gattin mit Ernst Marow vor dessen Bild Am Rande des Sommers im Rahmen der 17. Ausstellung zeitgenössischer Kunst in der Villa Hammerschmidt, Bonn 1973

- 1972: Realismus aus dem Küchengarten, Galerie Brusberg,  Hannover, mit den spanischen Realisten Francisco López Hernández, Isabel Quintanilla und Antonio López García
- 1972: Natur in Abbild und Vorstellung, Hannover
- 1973: Villa Hammerschmidt, Bonn
- 1974: Kölner Kunstmarkt, Galerie Brusberg
- 1976: Aspects of Realism – Internationale Wanderausstellung (mit Peter Sorge, Wolfgang Petrick und Fritz Köthe)
- 1976: Retrospektive im Mannheimer Kunstverein (mit Volkmar Oellermann)
- 1977: Regenbögen für eine bessere Welt,  Württembergischen Kunstverein, Stuttgart
- 1978: Neue Bilder aus Niedersachsen, Galerie Brusberg, Hannover
- 1979: Acht Maler aus Hannover, Villa Dahm, Deutsche Parlamentarische Gesellschaft Bonn
- 1981: Forum Kunst Rottweil
- 1981: Sprengel-Museum, Hannover
- 1982: Landschaften und Stilleben, Galerie Brusberg, Berlin
- 1986: Neue Bilder, Kunstkreis Hameln
- 1990: Doppel-Ausstellung mit Max Uhlig in der Galerie Brusberg, Berlin
- 1993: Realismus Triennale im Martin-Gropius-Bau, Berlin
- 1996: Die Kraft der Bilder – Europäischer Realismus
- 1999: Landschaften, Städtische Galerie KUBUS, Hannover
- 2004: Bilder und Radierungen zur Odyssee, Doppelausstellung im 'Kunstkreis Norden'

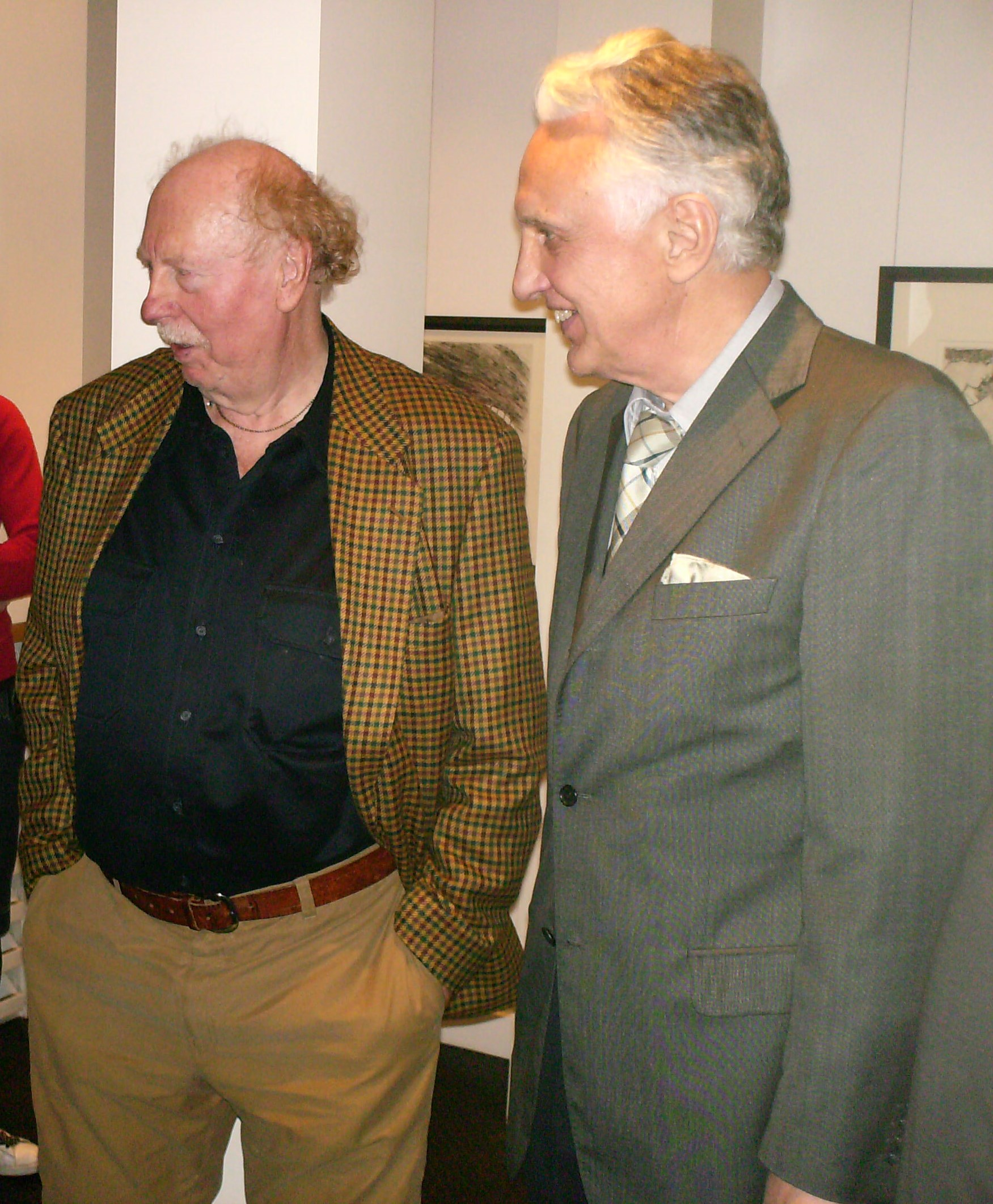
Galerist Dieter Brusberg mit Ernst Marow in seiner Ausstellung Für Odysseus – Radierungen zur Odyssee, Berlin 2007

- 2007: „Für Odysseus“ – Radierungen zur Odyssee, Galerie Brusberg, Berlin[3]
- 2013: ART.FAIR Köln – internationale Kunstmesse, Staatenhaus am Rheinpark, Köln
- 2014: Mostra personale in der Galleria360 Firenze – Dubai – Abu Dhabi, Florenz[4]
- 2014: Grafik im Dialog mit Literatur – Auswahl aus der Radier-Suite Für Odysseus – 107 Radierungen zur Odyssee, im Rahmen der 33. Leipziger Grafikbörse im Museum für Druckkunst, Leipzig.[5]
- 2014: Christmas Expo, Galleria360 Firenze – Dubai – Abu Dhabi, Florenz
- 2015: Exposición Colectiva, Art Nou Mil.lenni Centre difusó d’art Kunstgalerie. Barcelona, Spanien
- 2015: ART BAHO – internationale Messe für zeitgenössische Kunst im Espacio120, Barcelona, Spanien[6]
- 2015: Ernst Marow – Magie der Wirklichkeit – Retrospektive auf Schloss Cappenberg, Selm.[7][8]
- 2016: ART BEIJING – internationale Kunstmesse, Peking/China
- 2017: NEBUKADNEZAR – Künstler gestalten Flaschen für Rottweil, Forum Kunst Rottweil
- 2018: ENIGMATIC REALISM – Museumsausstellung in der Rocca Paolina in Perugia, Italien
- 2019: Kunst und Wandel – LDX Artodrome Galerie in Berlin

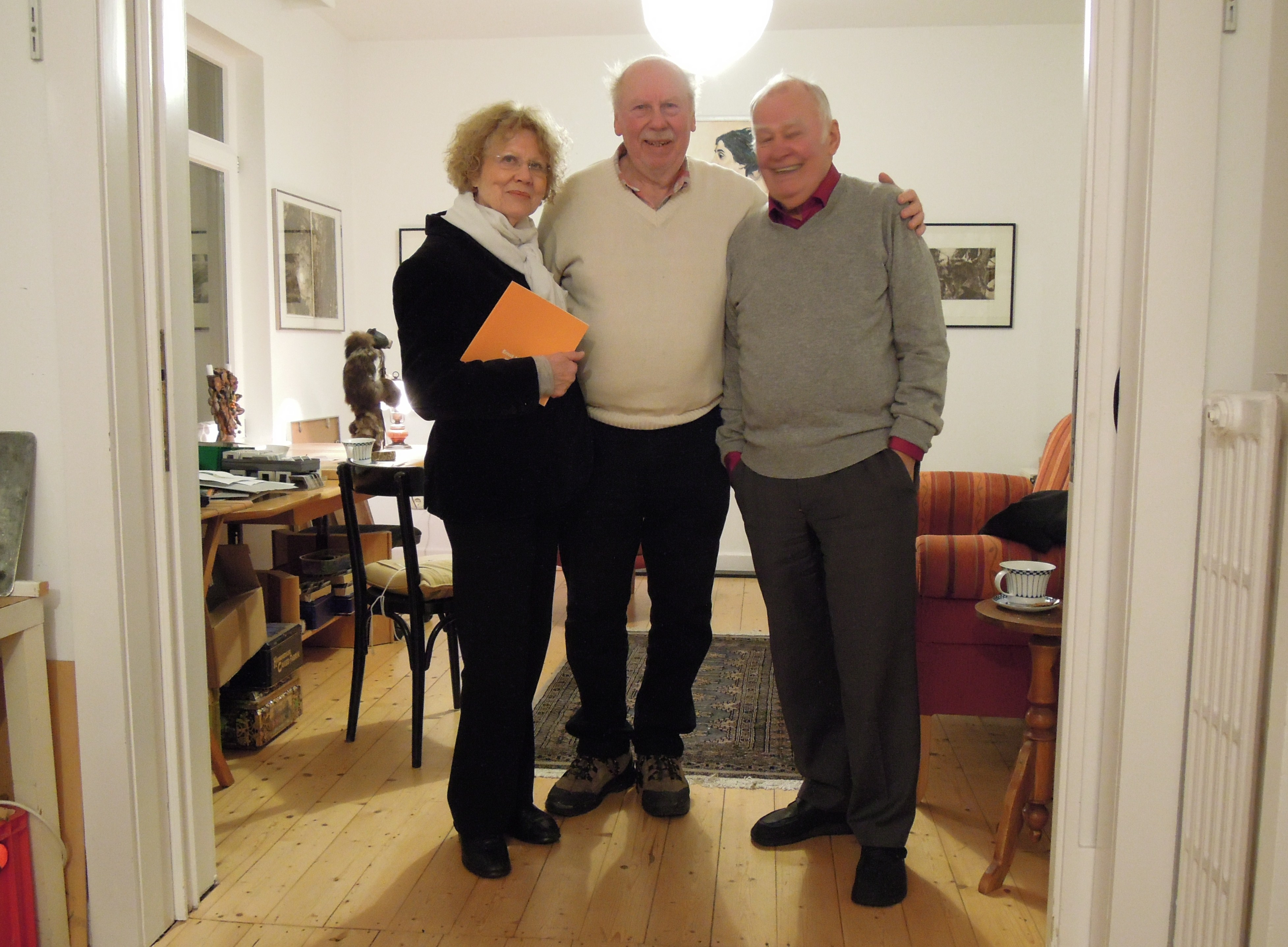
Atelier-Besuch bei Marow – Ernst Gottfried Mahrenholz und die Malerin Hanna Lis – Hannover 2012

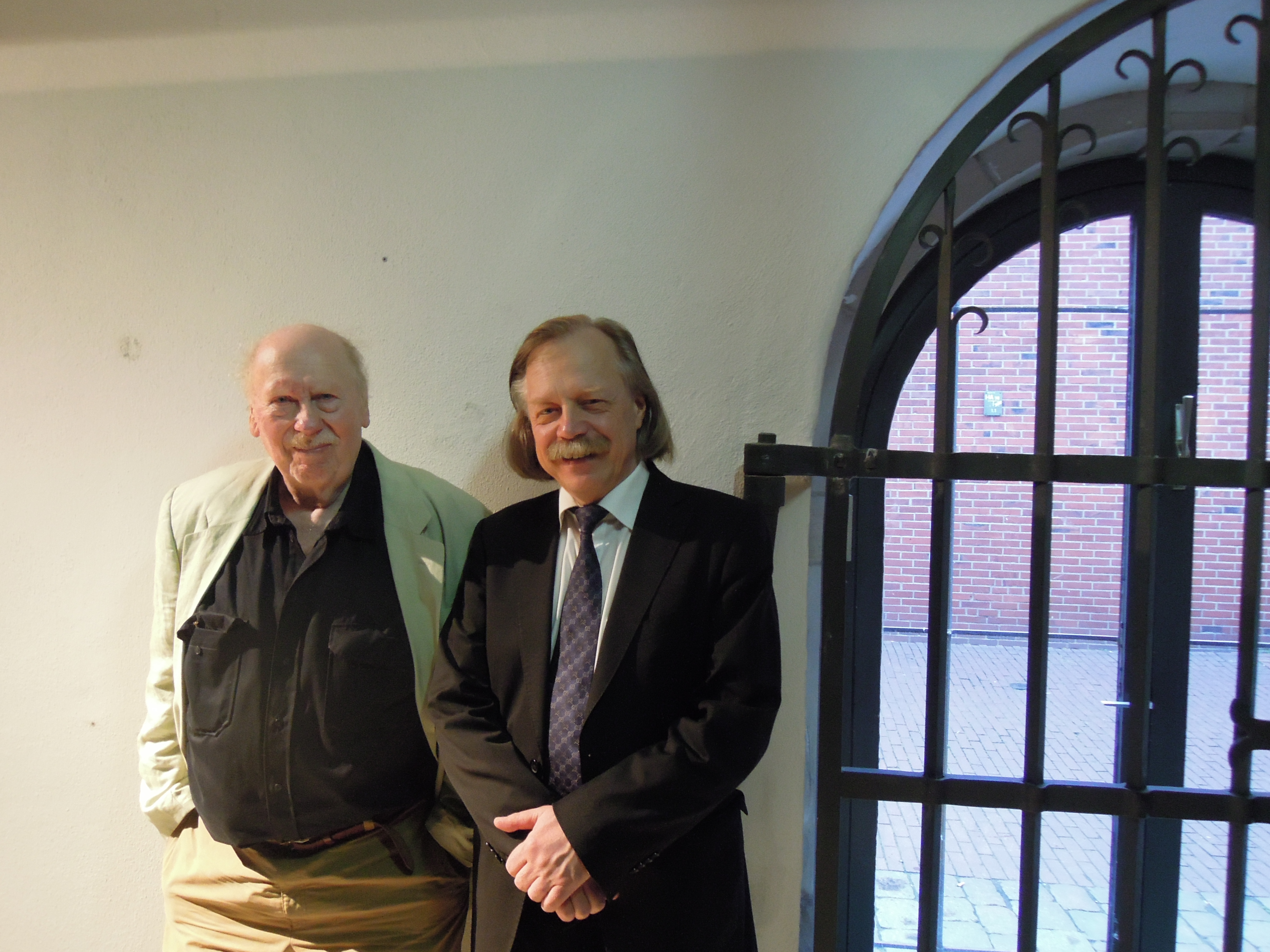
Bernd Goetzke und Ernst Marow trafen sich während eines Konzerts in Stade im Rahmen der Klaviertage Unterelbe 2016

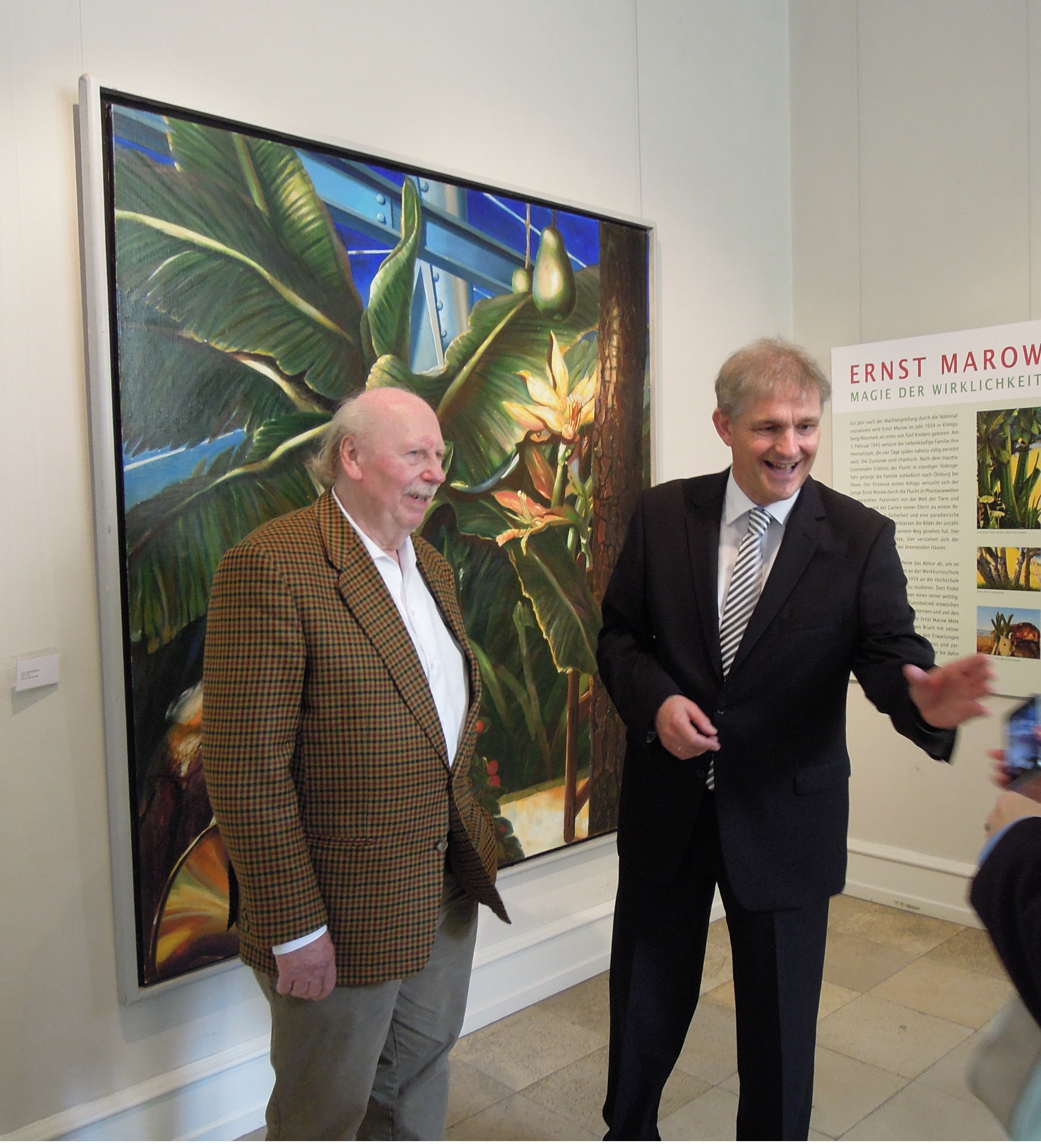
Marow und Landrat Michael Makiolla, Vernissage der Ausstellung Magie der Wirklichkeit auf Schloss Cappenberg zu Selm, 17. Mai 2015

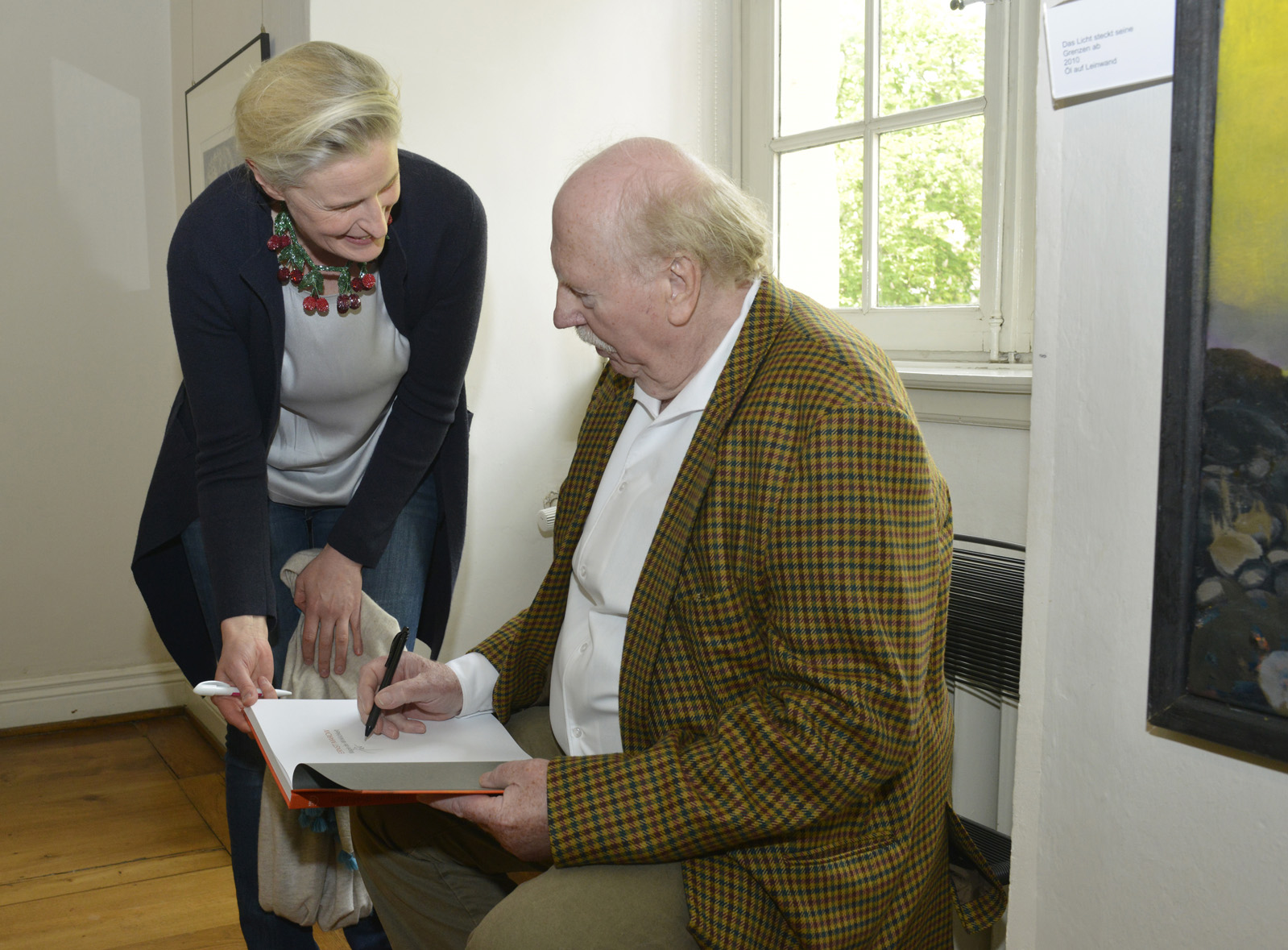
Vernissage der Ausstellung Magie der Wirklichkeit auf Schloss Cappenberg zu Selm, 2015 – Anna Gräfin von Kanitz, Ernst Marow

## Sammlungen in Museen und im öffentlichen Besitz
Umfangreiche Werkgruppen von Marow sind vertreten in:
- Albertina (Wien)
- Sprengel Museum Hannover
- Neues Rathaus (Hannover)
- Kunstsammlung des Landes Niedersachsen
- Kunstsammlung des NDR Hamburg
- Kunstforum Ostdeutsche Galerie Regensburg
- Niedersächsische Sparkassenstiftung
- Niedersächsischer Sparkassen- und Giroverband
- Vereins- und Westbank AG Hannover
- Allianz AG  Stuttgart